# مكتب الإعلان التفاعلي
مكتب الإعلان التفاعلي (بالإنجليزية: Internet Architecture Board)‏ أو (بالإنجليزية: IAB)‏. هي منظمة للإعلانات التجارية التي تطور معايير الصناعة، وتجري البحوث، وتوفر الدعم القانوني لصناعة الإعلان على شبكة الإنترنت.